# Bod (jednotka)
Bod je stará délková a plošná jednotka.

## Délka
- Vídeňský bod = 1/12 čárky = 0,1829 mm[1]

## Plocha
Používané pro plochu kůže.
- Vídeňský řemenivý bod = 1/12 čárky čtereční řemenové = 3,452 cm²[1]